# 리일남 (정치인)
리일남(? ~ )은 조선민주주의인민공화국의 정치인으로 조선로동당 중앙위원회 후보위원이다. 최고인민회의 제12기 대의원이다.

## 경력
사회안전성 부국장을 거쳐 2007년 문화성 교육국장에 올랐다. 현재 문화성 부상이다. 2010년 9월 조선로동당 중앙위원회 후보위원에 선출되었다.

## 최고인민회의 대의원
1998년 7월 최고인민회의 제10기 대의원과 제11기(2003년) 대의원을 지냈으며, 2009년 4월 이후 제12기 대의원으로 있다.

## 기타
2011년 12월 김정일 사망 당시에 국가 장의위원회 위원을 맡았다.